# اسکار آلفردو گالوز
اسکار آلفردو گالوز (به انگلیسی: Oscar Alfredo Gálvez) (زادهٔ ۱۷ اوت ۱۹۱۳ – درگذشته در ۱۶ دسامبر ۱۹۸۹) رانندهٔ فرمول ۱ اهل آرژانتین بود. او تنها در یک گراند پری قهرمانی جهان در تاریخ ۱۸ ژانویه ۱۹۵۳ شرکت کرد و در آن مسابقه ۲ امتیاز کسب کرد.
او یک رانندهٔ شناخته‌شده بود و همانند برادرش ژوان، به‌طور منظم در مسابقات رالی توریزمو کارترا شرکت می‌کرد.
گالوز در سن ۶۷ سالگی بر اثر ابتلا به سرطان لوزالمعده درگذشت. نام پیست بوئنوس آیرس پس از مرگش به نام او نامگذاری شد.